# Infanterie-Regiment „Kaiser Wilhelm“ (2. Großherzoglich Hessisches) Nr. 116
Das Infanterie-Regiment „Kaiser Wilhelm“ (2. Großherzoglich Hessisches) Nr. 116 war ein Regiment der Großherzoglich Hessischen Armee, das im Zuge der Militärkonvention von 1867 der Preußischen Armee unterstellt wurde.

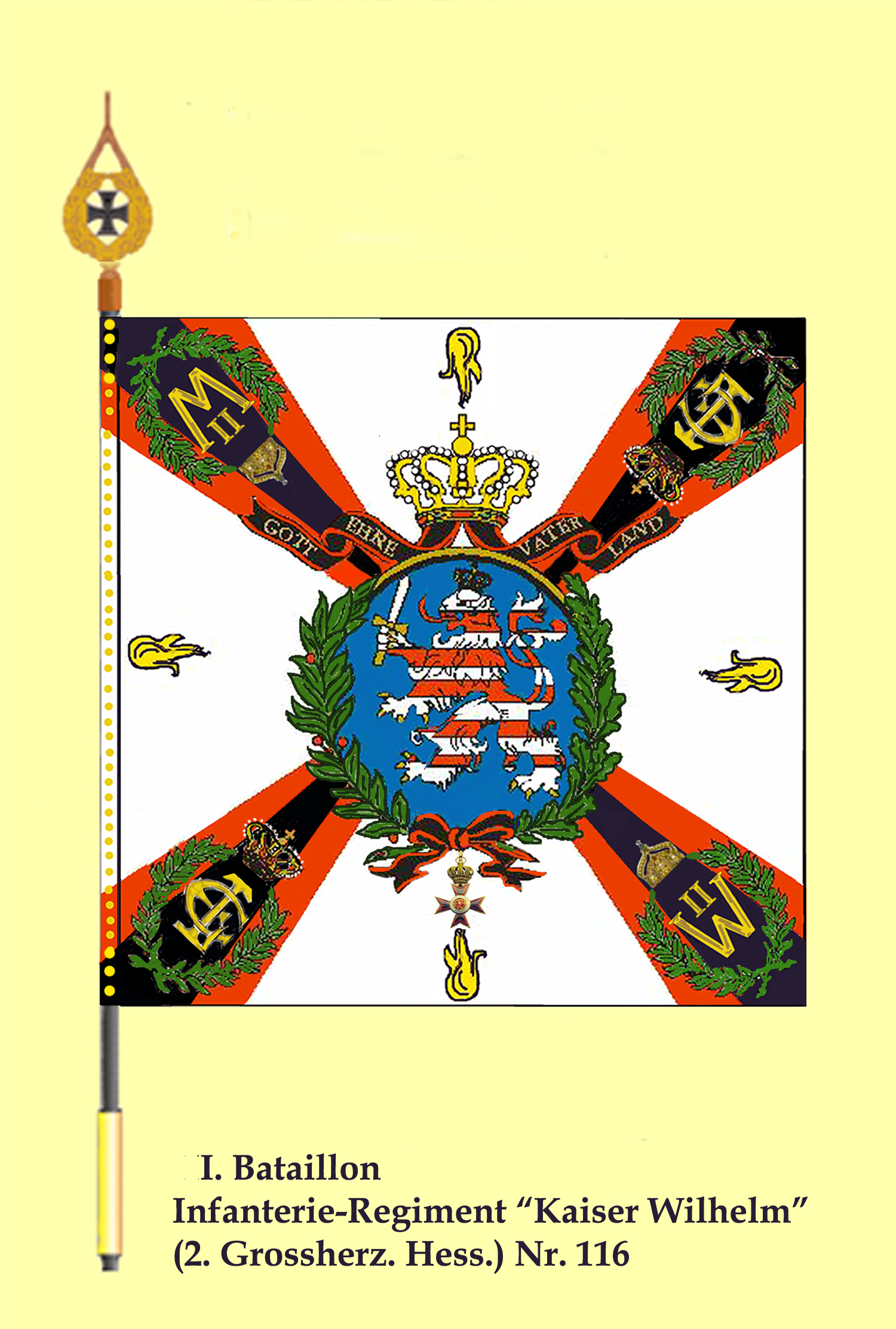
Fahne des I. – III. Bataillons

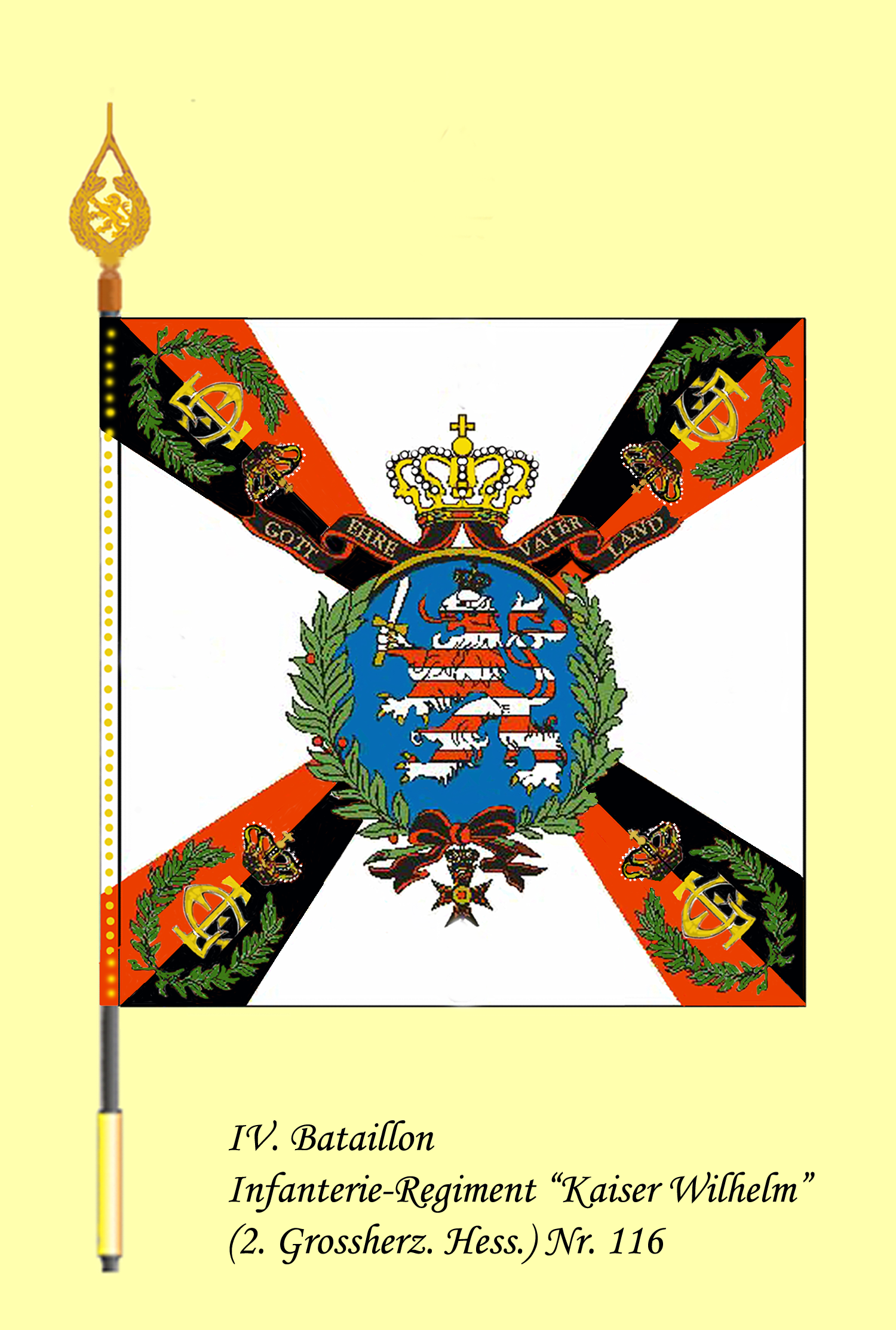
Fahne des IV. Bataillons

Der Stiftungstag des Regimentes war der 17. Juni 1813. Garnison waren zunächst die Schloßkaserne und die Berg-Kaserne, später die Neue Kaserne (bei der Wehrmacht Verdun-Kaserne genannt)  in Gießen.

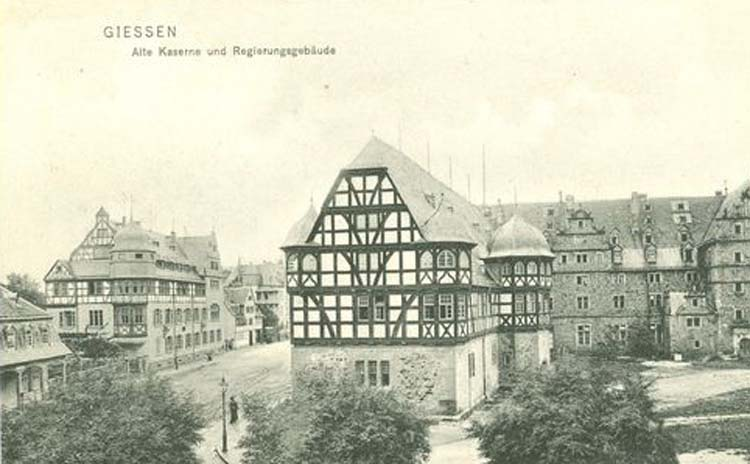
Schloß-Kaserne

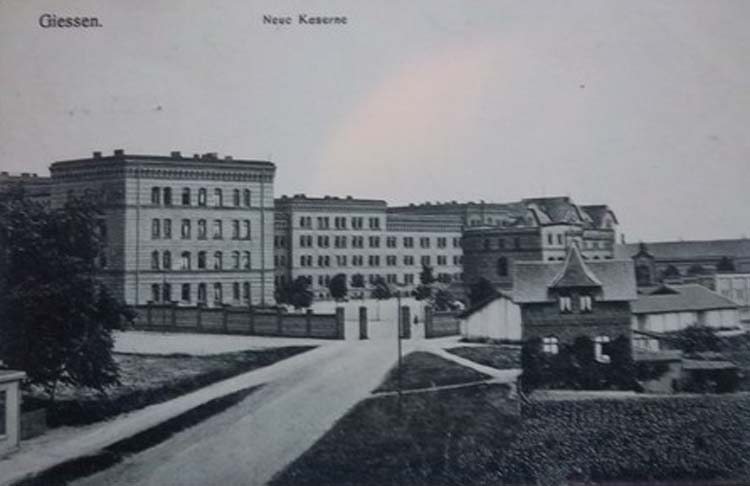
Neue Kaserne

## Organisation

### Unterstellung
- XVIII. Armee-Korps in Frankfurt am Main
  - Großherzoglich Hessische (25.) Division in Darmstadt
    - 49. Infanterie-Brigade (1. Großherzoglich Hessische) in Darmstadt bestehend aus:
      - Leibgarde-Infanterie-Regiment (1. Großherzoglich Hessisches) Nr. 115 in Darmstadt
      - Infanterie-Regiment „Kaiser Wilhelm“ (2. Großherzoglich Hessisches) Nr. 116 in Gießen
      - 5. Großherzoglich Hessisches Infanterie-Regiment Nr. 168 in Offenbach am Main, Butzbach und Friedberg

### Geschichte

#### Landgrafschaft Hessen-Darmstadt
- 15. September 1790 Landgraf Ludwig X. von Hessen errichtet das "leichte Infanterie Bataillon"; dazu als Stämme Mannschaften des Prinz Georg Wilhelms Regts. (jetzige Infanterie-Regiment Nr. 117), Stärke vier Kompanien.
- 1792/93 heißt es Füsilier- und dann wieder leichtes Bataillon.
- 26. November 1799 erhält es den Namen 2. Füsilier-Bataillon.

#### Großherzogtum Hessen(Rheinbund)
- 1. Juni 1803: Neuordnung, das Bataillon und das Leib-Regiment (jetzige Infanterie-Regiment Nr. 115) bilden die 1. oder Leib-Brigade (drei Bataillone zu je vier Kompanien).
- 12. Juli 1806: Hessen tritt dem Rheinbund bei.
- 13. August 1806: Namensänderung, die Leib-Brigade wird Leib-Garde-Brigade, das Füsilier-Bataillon wird Garde-Füsilier-Bataillon
- 22. Februar 1812: Das Garde-Füsilier-Bataillon wird mit dem I. Leib-Füsilier-Bataillon der Brigade Landgraf zum provisorischen leichten Infanterie-Regt vereinigt.
- 1812: Im Feldzug gegen Russland erleidet das provisorische leichte Infanterie-Regiment schwere Verluste.
- 1813: Wiederauffüllung des Regiments
- 17. Juni 1813: wird der provisorische Regimentsverband endgültig, das Regiment wird Garde-Füsilier-Regiment, das Garde-Füsilier-Bataillon wird I. Bataillon, das Leib-Füsilier-Bataillon wird II. Bataillon.

#### Großherzogtum Hessen (Deutscher Bund)
- 1820: Neuordnung, am 1. Juli 1820 Zugang von zwei Kompanien des aufgelösten Regiments „Prinz Emil“. Die Bataillone haben jetzt fünf Kompanien, davon eine Schützenkompanie.
- 1861: Abgabe der bei den Kompanien befindlichen Scharfschützen zur Bildung des provisorischen Scharfschützenkorps (jetzige III. Bataillon/Infanterie-Regiment Nr. 115).

#### Großherzogtum Hessen (Norddeutscher Bund/Deutsches Reich)
- 7. April 1867: Militärkonvention zwischen Preußen und Darmstadt.
- 1. Juli 1867: die Schützen-Kompanie scheiden aus dem Bataillon, die nunmehr vier Kompanien stark werden, zur Verstärkung der andern Kompanien und zur Bildung des Füsilier-Bataillons/Infanterie-Regiment Nr. 117.
- 25. Oktober 1871: Umbenennung 2. Grossh. Hessisches Inf. Rgt. (Grossherzog) Nr. 116
- 1. April 1881: Errichtung des Füsilier-Bataillons aus 5. Kompanie/Infanterie-Regiment Nr. 116, 9. Kompanie/Infanterie-Regiment Nr. 118, 11. Kompanie/Infanterie-Regiment Nr. 115, 12. Kompanie/Infanterie-Regiment Nr. 117 (wurden 9., 10., 11., 12. Kompanie und einer neuen 5. Kompanie) gebildet.
- 1. April 1887: Abgabe der 2. Kompanie an das Infanterie-Regiment Nr. 138.
- 2. Oktober 1893: Errichtung eines IV. (Halb-)Bataillons.
- 1. April 1897: Abgabe des IV. Bataillons an das Infanterie-Regiment Nr. 168
- 13. September 1891: Umbenennung Infanterie-Regiment „Kaiser Wilhelm“ (2. Großherzoglich Hessisches) Nr. 116

Am 2. August 1914 machte das Regiment bei Ausbruch des Ersten Weltkriegs mobil. Nach dem letzten Appell vor dem Großherzog am 6. August 1914 rückte das Regiment einen Tag später in einer Stärke von 86 Offizieren, 3.329 Unteroffizieren und Mannschaften sowie 239 Pferden an die Westfront. Aufgrund schwerer Verluste bei Solesmes wurden die Reste des Regiments am 23. Oktober 1918 zu einem Bataillon mit drei Kompanien zusammengefasst. Vier Tage später bestand der Verband aus zwei Kampfbataillonen und am 11. November 1918 formierte es sich wieder zu drei Bataillonen.
Nach Kriegsende marschierte das Regiment über Köln in die Garnison nach Gießen zurück. Hier erfolgte vom 13. Dezember 1918 bis 10. Januar 1919 die Demobilisierung und schließliche Auflösung.
Im Januar 1919 bildeten sich aus Resten ein Freiwilligen-Bataillon, dass dann zum Hessischen Freikorps übertrat. Dieses wurde im Juni 1919 als I. Bataillon in das Reichswehr-Schützen-Regiment 36 übernommen.
Die Tradition führt in der Reichswehr die 2. Kompanie des 15. Infanterie-Regiments fort.
In der Bundeswehr wurde die Geschichte und Erinnerung an das Regiment bis 2006 vom Heimatschutzbataillon 56 „Hessische Infanterie“ gepflegt.

## Trivia
In Georg Büchners Drama Woyzeck ist der gleichnamige Protagonist Soldat im 2. Bataillon des „2. Füsilier-Regiments“.